# Liberec
Liberec [ˈliˈbɛrɛts] (Ausspracheⓘ; deutsch Reichenberg) ist eine Großstadt in Tschechien. Mit etwa 108.000 Einwohnern (Stand Januar 2025) ist sie die fünftgrößte Stadt Tschechiens. Zudem ist sie die bedeutendste Stadt Nordböhmens und der Verwaltungssitz der Region Liberec.

## Geografie

### Lage

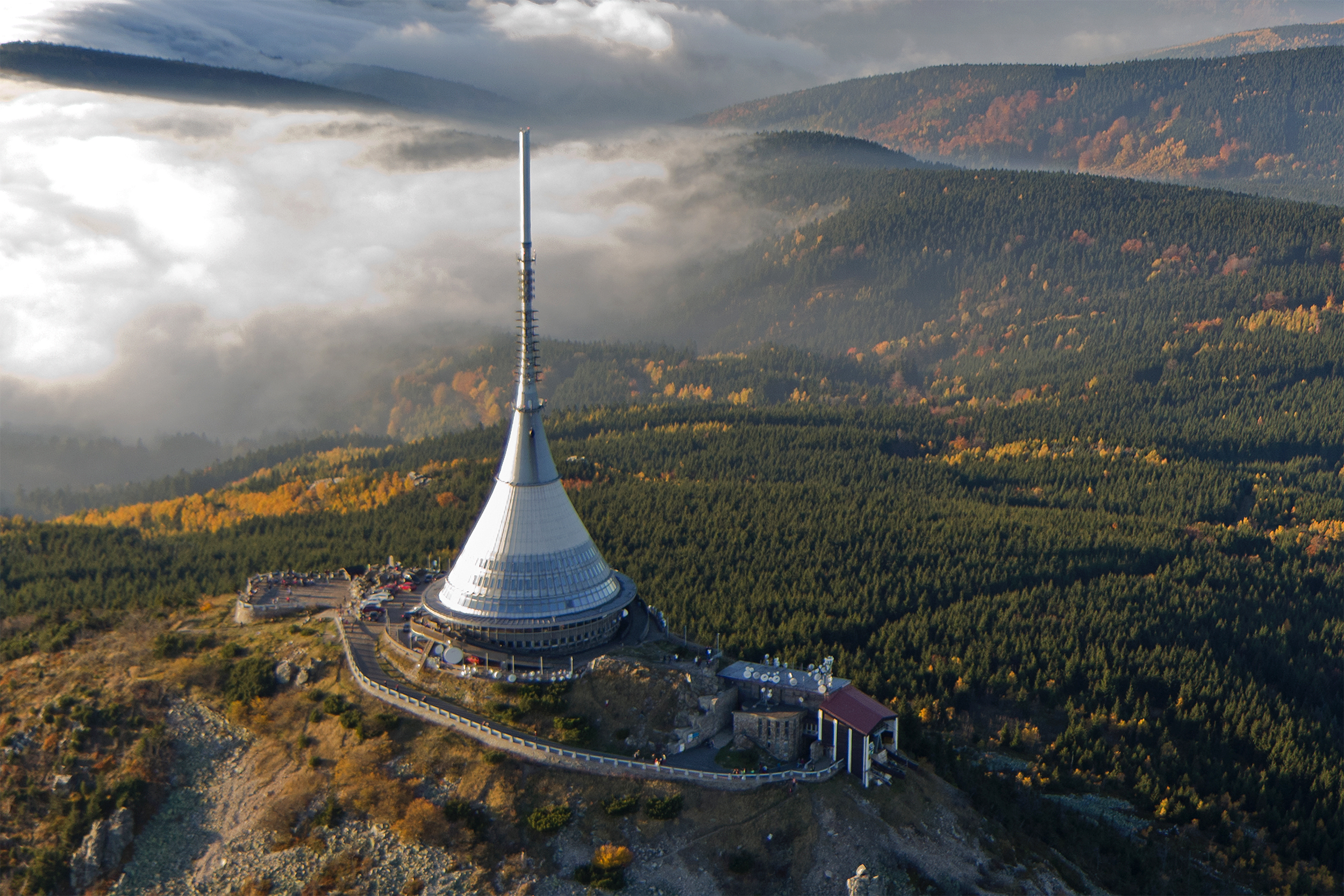
Jeschken

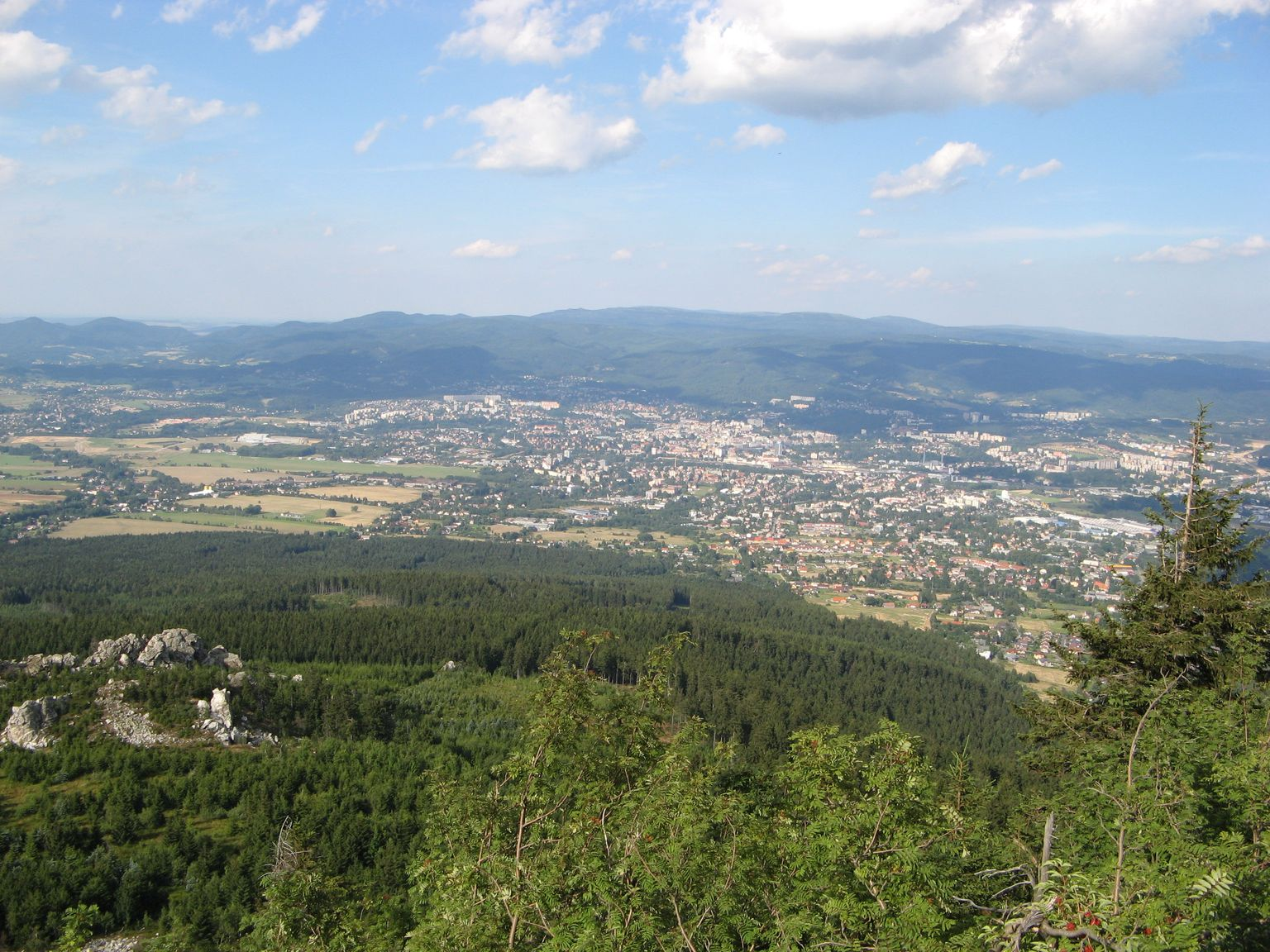
Blick auf Liberec und das Isergebirge vom Ještěd

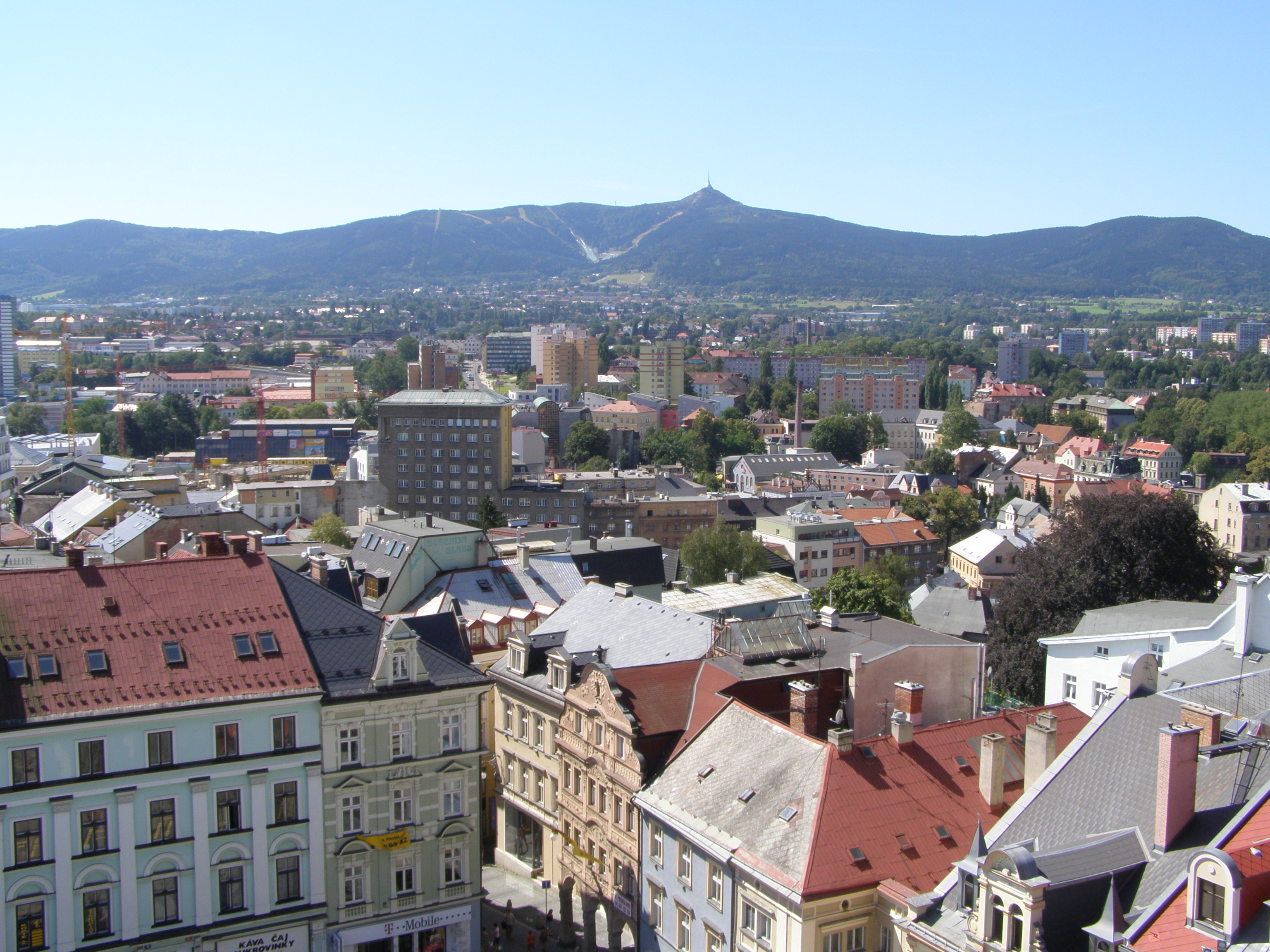
Blick vom Rathaus auf Liberec und zum Ještěd

Liberec liegt im Norden Tschechiens nicht weit vom Dreiländereck mit Polen und Deutschland entfernt im Reichenberger Kessel (Liberecká kotlina) des Zittauer Beckens (tschech. Žitavská pánev), der vom Isergebirge im Nordosten und dem Jeschkengebirge (tschechisch Ještědský hřbet) im Südwesten begrenzt wird. Durch Liberec fließt die Lausitzer Neiße (Lužická Nisa), Hausberg der Stadt ist der südwestlich gelegene 1012 m hohe Ještěd (Jeschken).

### Geologie
Der größte Teil des Liberecer Stadtgebiets befindet sich auf einem Felsuntergrund aus Granit, der zum Riesengebirgs-Iser-Massiv (Krkonošsko-jizerský žulový masív) gehört, dem Hauptteil des Isergebirges. In seiner faziellen Ausprägung tritt das Gestein als porphyrischer, grobkörniger und biotithaltiger und mittelkörniger Granit bis Granodiorit auf. Er ist im Karbon entstanden. Die westlich der Lausitzer Neiße gelegenen Stadtgebiete haben einen Lössuntergrund, der sich als äolisches Sediment im Pleistozän durch Winde aus den weiter westlich gelegenen Landschaften niederschlug.
In überregionalen Zusammenhängen ist das Granitmassiv ein Teil der Westsudetischen Zone (západosudetská oblast) des Böhmischen Massivs. Das Tal der Lausitzer Neiße bildet die Grenze zu Gesteinsuntergründen aus dem Silur und Kambrium, die von den Lössablagerungen überdeckt sind.

### Klima
|                        | Jan   | Feb   | Mär   | Apr   | Mai  | Jun  | Jul  | Aug  | Sep  | Okt  | Nov   | Dez   |   |       |
| Mittl. Temperatur (°C) | −1,1  | −0,1  | 3,4   | 8,4   | 12,6 | 16,0 | 17,9 | 17,8 | 13,5 | 8,9  | 3,9   | 0,0   | ⌀ | 8,5   |
| Mittl. Tagesmax. (°C)  | 1,1   | 2,9   | 7,4   | 13,8  | 18,2 | 21,5 | 23,7 | 23,5 | 18,3 | 12,4 | 6,2   | 1,9   | ⌀ | 12,6  |
| Rekordmaximum (°C)     | 14,3  | 17,1  | 21,4  | 27,3  | 30,2 | 34,4 | 36,2 | 35,9 | 31,6 | 25,4 | 19,1  | 13,2  | ᐃ | 36,2  |
| Mittl. Tagesmin. (°C)  | −3,1  | −2,9  | −0,4  | 3,1   | 7,2  | 10,5 | 12,3 | 12,2 | 8,8  | 5,5  | 1,9   | −1,8  | ⌀ | 4,5   |
| Rekordminimum (°C)     | −23,8 | −24,4 | −17,3 | −11,1 | −4,0 | −0,4 | 1,6  | 2,0  | −2,4 | −8,8 | −16,7 | −23,1 | ᐁ | −24,4 |
|                        |       |       |       |       |      |      |      |      |      |      |       |       |   |       |
| Niederschlag (mm)      | 65,0  | 57,2  | 64,8  | 41,4  | 75,3 | 89,3 | 99,1 | 95,9 | 71,2 | 59,2 | 58,6  | 66,5  | Σ | 843,5 |
|                        |       |       |       |       |      |      |      |      |      |      |       |       |   |       |
| Regentage (d)          | 13,2  | 11,2  | 11,7  | 8,8   | 11,1 | 11,2 | 11,7 | 10,6 | 10,0 | 10,2 | 11,7  | 12,7  | Σ | 134,1 |

| −3,1 |

| −2,9 |

| −0,4 |

| 3,1 |

| 7,2 |

| 10,5 |

| 12,3 |

| 12,2 |

| 8,8 |

| 5,5 |

| 1,9 |

| −1,8 |

| −3,1 |

| −2,9 |

| −0,4 |

| 3,1 |

| 7,2 |

| 10,5 |

| 12,3 |

| 12,2 |

| 8,8 |

| 5,5 |

| 1,9 |

| −1,8 |

| N i e d e r s c h l a g | 65,0 | 57,2 | 64,8 | 41,4 | 75,3 | 89,3 | 99,1 | 95,9 | 71,2 | 59,2 | 58,6 | 66,5 |
|                         | Jan  | Feb  | Mär  | Apr  | Mai  | Jun  | Jul  | Aug  | Sep  | Okt  | Nov  | Dez  |

## Stadtgliederung
Die Stadt Liberec besteht aus den Stadtbezirken Liberec und Liberec-Vratislavice nad Nisou (Maffersdorf), 33 Ortsteilen und 90 Grundsiedlungseinheiten. Das Stadtgebiet gliedert sich in 26 Katastralbezirke.
Stadtbezirk Liberec
Der Stadtbezirk Liberec besteht aus den 32 Stadtteilen Liberec I – Staré Město, Liberec II – Nové Město, Liberec III – Jeřáb, Liberec IV – Perštýn (Birgstein), Liberec V – Kristiánov (Christianstadt), Liberec VI – Rochlice (Röchlitz), Liberec VII – Horní Růžodol (Ober Rosenthal), Liberec VIII – Dolní Hanychov (Nieder Hanichen), Liberec IX – Janův Důl (Johannesthal), Liberec X – Františkov (Franzendorf), Liberec XI – Růžodol I (Rosenthal), Liberec XII – Staré Pavlovice (Alt Paulsdorf), Liberec XIII – Nové Pavlovice (Neu Paulsdorf, auch Neupaulsdorf), Liberec XIV – Ruprechtice (Ruppersdorf), Liberec XV – Starý Harcov (Alt Harzdorf), Liberec XVI – Nový Harcov (Neu Harzdorf), Liberec XVII – Kateřinky (Katharinberg), Liberec XVIII – Karlinky (Karolinsfeld), Liberec XIX – Horní Hanychov (Ober Hanichen), Liberec XX – Ostašov (Berzdorf), Liberec XXI – Rudolfov (Rudolfsthal), Liberec XXII – Horní Suchá (Ober Berzdorf), Liberec XXIII – Doubí (Eichicht), Liberec XXIV – Pilinkov (Heinersdorf a. Jeschken), Liberec XXV – Vesec (Dörfel), Liberec XXVIII – Hluboká (Lubokey), Liberec XXIX – Kunratice (Kunnersdorf), Liberec XXXI – Krásná Studánka (Schönborn), Liberec XXXII – Radčice (Ratschendorf), Liberec XXXIII – Machnín (Machendorf), Liberec XXXIV – Bedřichovka (Friedrichshain) und Liberec XXXV – Karlov pod Ještědem (Karlswald).
Die 80 Grundsiedlungseinheiten sind Aloisina výšina (Aloisienhöhe), Bedřichovka, Broumovská, Černá hora, Čisticí stanice, Doubí, Doubí-průmyslová zóna, Františkov, Hanychov, Hanychov-průmyslový obvod, Harcov I, Harcov II, Hluboká, Horní Hanychov, Horní Růžodol, Horní Růžodol-západ, Horní Suchá, Horská, Hradební, Husova, Janův Důl, Janův Důl-za tratí, Javorová, Jeřáb, Ještěd (Jeschken), K Dlouhému Mostu, Karlinky, Karlov pod Ještědem, Kateřinky, Keilův vrch, Krajinská, Králův háj, Krásná Studánka, Kristiánov, Kunratice, Kunratická, Letiště, Liberec-střed, Lidové sady, Lomy, Machnín, Malé Doubí (Kleineichicht), Nádraží, Nemocnice, Nerudovo náměstí, Nové Pavlovice, Nový Harcov, Ostašov, Perštýn, Pilínkov, Pod nádražím, Pod Novou Rudou, Průmyslový obvod-u Ostašova, Radčice, Rochlice-jih, Rochlice-průmyslový obvod, Rochlice-sever, Rochlice-střed, Rochlice-západ, Rudolfov, Ruprechtice-jih, Ruprechtice-sever, Růžodol I, Staré Pavlovice, Staré Pavlovice-sever, Staré Pavlovice-východ, Starý Harcov, Špičák, U Janova Dolu, U jezírka, U Nisy-jih, U Nisy-sever, U Nisy-střed, U skládky, Vesec, Vysoká škola, Výstaviště, Wolkerova, Zelené údolí und Žižkovo náměstí.
Sein Gebiet gliedert sich in die 25 Katastralbezirke Dolní Hanychov, Doubí u Liberce, Františkov u Liberce, Hluboká u Liberce, Horní Hanychov, Horní Růžodol, Horní Suchá u Liberce, Janův Důl u Liberce, Karlinky, Kateřinky u Liberce, Krásná Studánka, Kunratice u Liberce, Liberec, Machnín, Nové Pavlovice, Ostašov u Liberce, Pilínkov, Radčice u Krásné Studánky, Rochlice u Liberce, Rudolfov, Ruprechtice, Růžodol I, Staré Pavlovice, Starý Harcov und Vesec u Liberce.
Stadtbezirk Liberec-Vratislavice nad Nisou
Der Stadtbezirk Liberec-Vratislavice nad Nisou bildet zugleich einen Stadtteil und Katastralbezirk. Er gliedert sich in zehn Grundsiedlungseinheiten.
Eingemeindungen
Nach der 1939 erfolgten Eingemeindung von fünf Orten in unmittelbarer Stadtnähe sind in den Jahren 1954 (4), 1963 (2), und 1976 (5) weitere 11 Dörfer zur Stadt Liberec hinzugekommen.
1980 erfolgte die Eingemeindung von Kunratice, Vratislavice nad Nisou, Krásná Studánka, Radčice, Machnín, Bedřichovka und Karlov pod Ještědem. 1986 kamen Dlouhý Most, Jeřmanice und Šimonovice zu Liberec, alle drei Gemeinden sind jedoch seit 1990 wieder eigenständig.

## Geschichte

### Name der Stadt
Der Ort Reichenberg findet sich erstmals im Jahre 1352 als Reychinberch erwähnt. Weitere Namensformen sind 1352 Reychinberg, 1360 Richenburg, 1385/1399 Reichenberg, 1411 Rychemberg alias in Habersdorf, 16. Jahrhundert Rychberk, Rychperk, Rychburc (in tschechischen Texten), 1634 Libercum, 1690 Liberkum, 1790 Reichenberg; Liber, ehedem auch Habersdorf genannt; Liberk, 1834 Reichenberg (böhmisch Liberk), 1845 Liberec, 1945 Liberk, Liberec.
Der Name Reichenberg bedeutet „Ort (Dorf) am reichen Berge“. Da ein wesentlicher Bergbau in der unmittelbaren Umgebung in keiner historischen Quelle überliefert ist, ist er entweder ein Wunschname – die Gründer hätten sich gewünscht, dass der neue Ort an diesem Berge einst reich würde –, oder aber der Name wurde von den deutschen Siedlern aus ihrer Heimat mitgebracht. Der manchmal mitgenannte Ortsname Habersdorf bezog sich auf eine mit Reichenburg zusammengeschlossene Nachbarsiedlung.
Der tschechische Name basiert auf einer deutschen Variante Richberk: Durch Dissimilation von r–r > l–r entstand im 17. Jahrhundert die Namenform Liberk (vergleiche tschechisch legrace „Spaß, Zeitvertreib, Entspannung“, von lateinisch recreatio), und der tschechische Genitiv z Leberce und Lokativ na Liberci führte zum 1845 erstmals bezeugten neuen Nominativ Liberec.

### Ur- und Frühgeschichte
Als ältester Beleg für die Anwesenheit von Menschen auf diesem Gebiet gilt eine Beilklinge aus der jüngeren Steinzeit. Gefunden wurde sie in der Nähe der Neiße bei Vratislavice nad Nisou (Maffersdorf).

### Mittelalter
Die Gegend um Reichenberg gewann im 13. Jahrhundert an Bedeutung, als deutsche Siedler das bislang kaum bewohnte Gebiet erschlossen und die Wälder im Bereich des alten Handelsweges vom Zentrum Böhmens zur Ostsee rodeten. Die älteste belegte Siedlung der Gegend neben der Johanniterkommende von Böhmisch Aicha ist Friedland, von wo aus die Fürsten, denen unter anderem auch Reichenberg unterstand, jahrhundertelang herrschten.
Reichenberg wurde im Jahr 1352 erstmals urkundlich erwähnt. Ende des 14. Jahrhunderts war es bereits gut besiedelt. Seine ersten bedeutenden Eigentümer stammten aus der Familie von Biberstein.
In den Hussitenkriegen hatten die Hussiten in der Gegend um Reichenberg ihre Stützpunkte gegen die katholischen Lausitzen. Nach dem Ende der Kriege um 1433 begann eine ruhige Zeit des Aufbaus. Die deutsch-tschechische Sprachgrenze verlief bereits damals knapp zehn Kilometer südwestlich der Stadt. Mit dem Entstehen neuerer Siedlungen bildete sich bereits größtenteils die heutige Besiedlungsstruktur heraus.

### 16. bis 18. Jahrhundert
Im 16. Jahrhundert erlebten Stadt und Umgebung eine Blütezeit. Die Familie von Redern, das neue Herrschergeschlecht auf Friedland, förderte den Aufbau der Textilerzeugung, einer guten Einnahmequelle in dieser rauen Gegend, in der außer Flachs nicht viel wächst. So wurde Nordböhmen zu einem Zentrum der Leinenweberei und der Tuchmacherei. Reichenberg entwickelte sich in dieser Zeit vom Dorf zur größeren Siedlung. Im Jahre 1577 wurde es von Kaiser Rudolf II. zur Stadt erhoben und erhielt das Stadtwappen, das zwei Türme, ein Rad (das Symbol der Adelsfamilie von Redern) und einen einschwänzigen (!) Löwen enthält.
Nach der Schlacht am Weißen Berg 1620 wurde Christoph von Redern enteignet, da er auf Seiten der protestantischen Opposition gegen das Haus Habsburg gestanden hatte. Die Ländereien um Reichenberg wurden Wallenstein zugesprochen. Dieser sorgte dafür, dass seine Ländereien von den Kämpfen des Dreißigjährigen Krieges zunächst weitgehend verschont blieben. Er verhalf der Gegend zu einer positiven wirtschaftlichen Entwicklung, die ihm zusätzliche Waffen und Söldner verschaffte. Für die so aufgestellten Heere bekam er wiederum neue Ländereien. Bei der Aufteilung von Wallensteins Besitz nach seiner Ermordung 1634 fiel die Gegend um Friedland der italienischen Adelsfamilie Gallas zu und ging nach deren Aussterben im Mannesstamm an die Linie Clam-Gallas über. Im Dreißigjährigen Krieg wurden Reichenberg und Umgebung von durchziehenden Armeen stark in Mitleidenschaft gezogen. Zu Beginn des Krieges beim Einsetzen der Gegenreformation in Böhmen emigrierten besonders aus dem Grenzgebiet viele Adlige ins evangelisch-lutherische Kurfürstentum Sachsen, da sie den römisch-katholischen Glauben öffentlich in einer Taufzeremonie annehmen sollten, um ihren Besitz in Böhmen zu behalten. Es dauerte etwa 70 Jahre, bis sich das verwüstete Land von den Schrecken des Dreißigjährigen Krieges und den Pestepidemien erholt hatte. Im Siebenjährigen Krieg fand am 21. April 1757 zwischen preußischen und österreichischen Truppen das Gefecht bei Reichenberg statt. Von 1862 bis 1945 bestand in Reichenberg wieder eine evangelische Pfarrgemeinde Deutsche Evangelische Gemeinde Reichenberg A.B. Das Toleranzedikt Kaiser Josephs II. von 1781 ermöglichte den Bau einer eigenen Kirche. Die Glaubensgemeinschaft Altkatholische Kirche wurde „geduldet“.
Von 1619 bis Oktober 1939 bestand in Reichenberg eine jüdische Gemeinde, die von 1887 bis 1889 in der Lerchenfeldgasse eine Synagoge im Stil der Frührenaissance errichten ließ, die 1889 im Beisein der Stadtverwaltung, des Militärs der Garnison Reichenberg und der römisch-katholischen und evangelisch-lutherischen Geistlichen eine Weihe erhielt.
In der Zeit des Frühkapitalismus entstanden im 18. Jahrhundert aus vielen Handwerksbetrieben Manufakturen. Aus dem Landesinneren kamen auch Tschechen auf der Suche nach Arbeit in die Industriegebiete des Nordens. Aus dieser Zeit stammen die ersten Belege des tschechischen Namens der Stadt Liberec.

### 19. Jahrhundert: Industrialisierung und Blütezeit
Vorangegangene Stiftungen seitens des Reichenberger Bürgers und Kaufmanns Hubert Till und des Prager Erzbischofs Leopold Chlumčanský ermöglichten 1837 die Eröffnung einer Realschule.

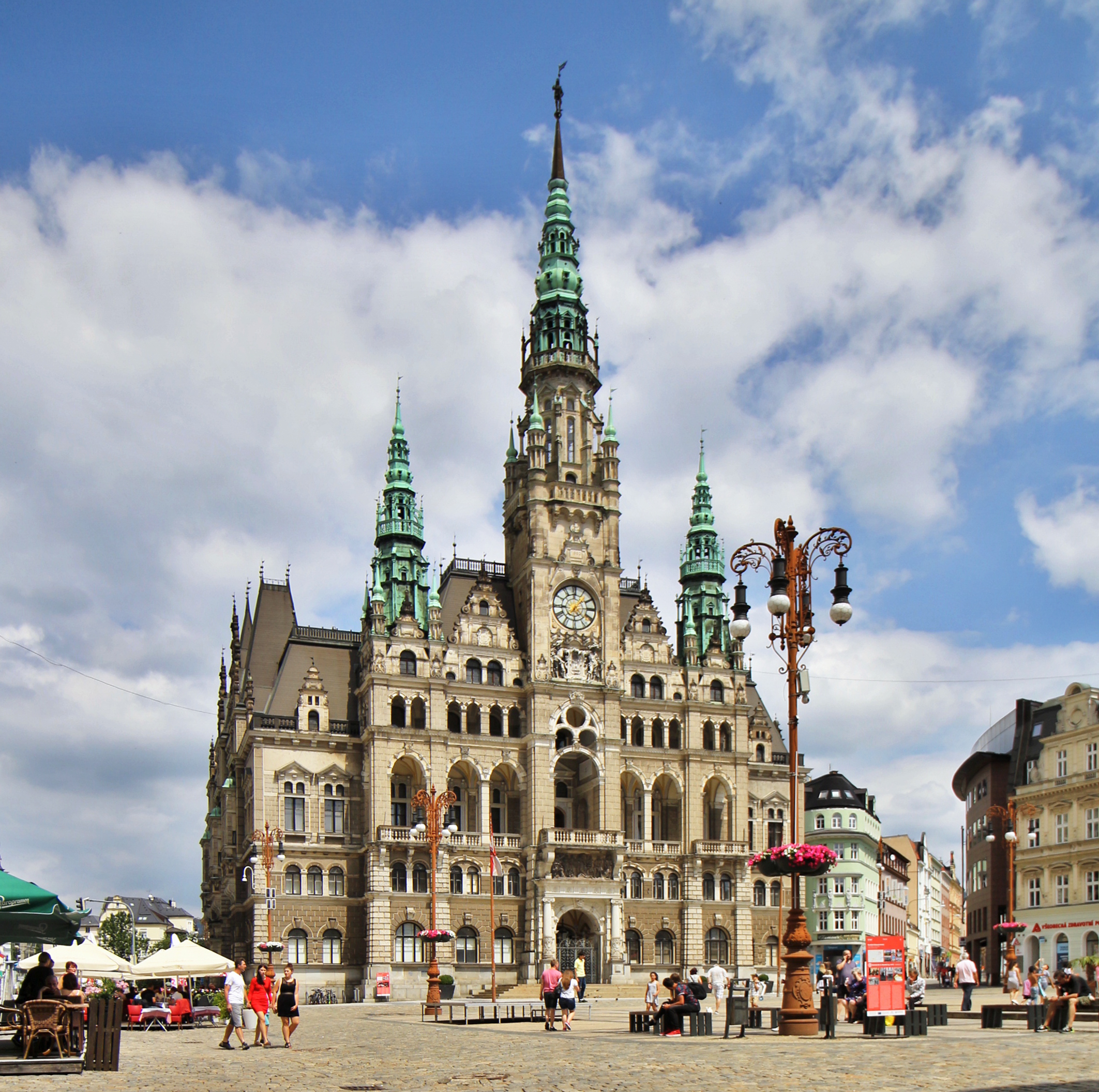
Rathaus (2018)

Im 19. Jahrhundert begünstigten die vielen Flüsse in der bergigen Gegend, die nun als Energiequelle genutzt werden konnten, die Entwicklung von Fabriken. Neben Textilfabriken entstanden bald auch solche, in denen Maschinen für die Textilerzeugung hergestellt wurden. Mit der Industrialisierung setzte infolge der Zuwanderung von tschechischen Arbeitskräften eine Bevölkerungsverschiebung ein. Betrug der Anteil der tschechischen Einwohner Reichenbergs 1860 noch weniger als ein Prozent, so lag er 1900 bei bereits acht Prozent.
Bei den Wahlen im Jahr 1885 kam es zu einem grundlegenden Wandel, als radikale Nationalisten die deutschen Liberalen an der Spitze des Reichsrats und des Böhmischen Landtages besiegten. Die darauffolgenden Straßenunruhen zwangen den liberalen Bürgermeister von Reichenberg, Ludwig Ehrlich, zum Rücktritt. Dieser politische Umbruch spiegelte sich auch in der Architektur der Stadt wider. Das städtische Theater wurde noch von der liberalen deutschen Stadtführung im Stil der universellen frühen italienischen Neorenaissance errichtet (ähnlich wie das Nationaltheater in Prag oder die Gebäude an der Wiener Ringstraße). Bei dem späteren Wettbewerb für das neue Rathaus verlangte die nationalistische Führung eine Fassade in deutscher Renaissance und lud zudem nur deutschsprachige Architekten aus Österreich und Deutschland ein. Seit Mitte der 1880er Jahre grenzten sich die von Deutschland inspirierten Bauten nicht nur gegen die tschechische, sondern auch gegen die österreichisch-ungarische (wahrgenommen als jüdische) Identität ab. Zu diesen „deutschen“ Bauten gehören beispielsweise das Industriemuseum, die Kaiserbäder, die Handels- und Gewerbekammer, die Turnhalle oder der Saal im Volksgarten. Im Gegensatz dazu wurde die von deutschen Liberalen besessene Reichenberger Sparkasse in den Jahren 1888–1891 im italienisierten Neorenaissance-Stil errichtet.
An der Wende vom 19. zum 20. Jahrhundert ließen sich Unternehmer prachtvolle Villen bauen. Nach Plänen von Franz von Neumann und durch das  Bauunternehmen Gustav Sachers wurde zwischen 1888 und 1893 ein neues Rathaus gebaut. Seine Ähnlichkeit mit dem Wiener Rathaus hat der Stadt den Beinamen „Wien des Nordens“ eingebracht. 1906 fand in Reichenberg die Deutschböhmische Ausstellung statt.
 Webereiunternehmen Liebieg & Comp.:

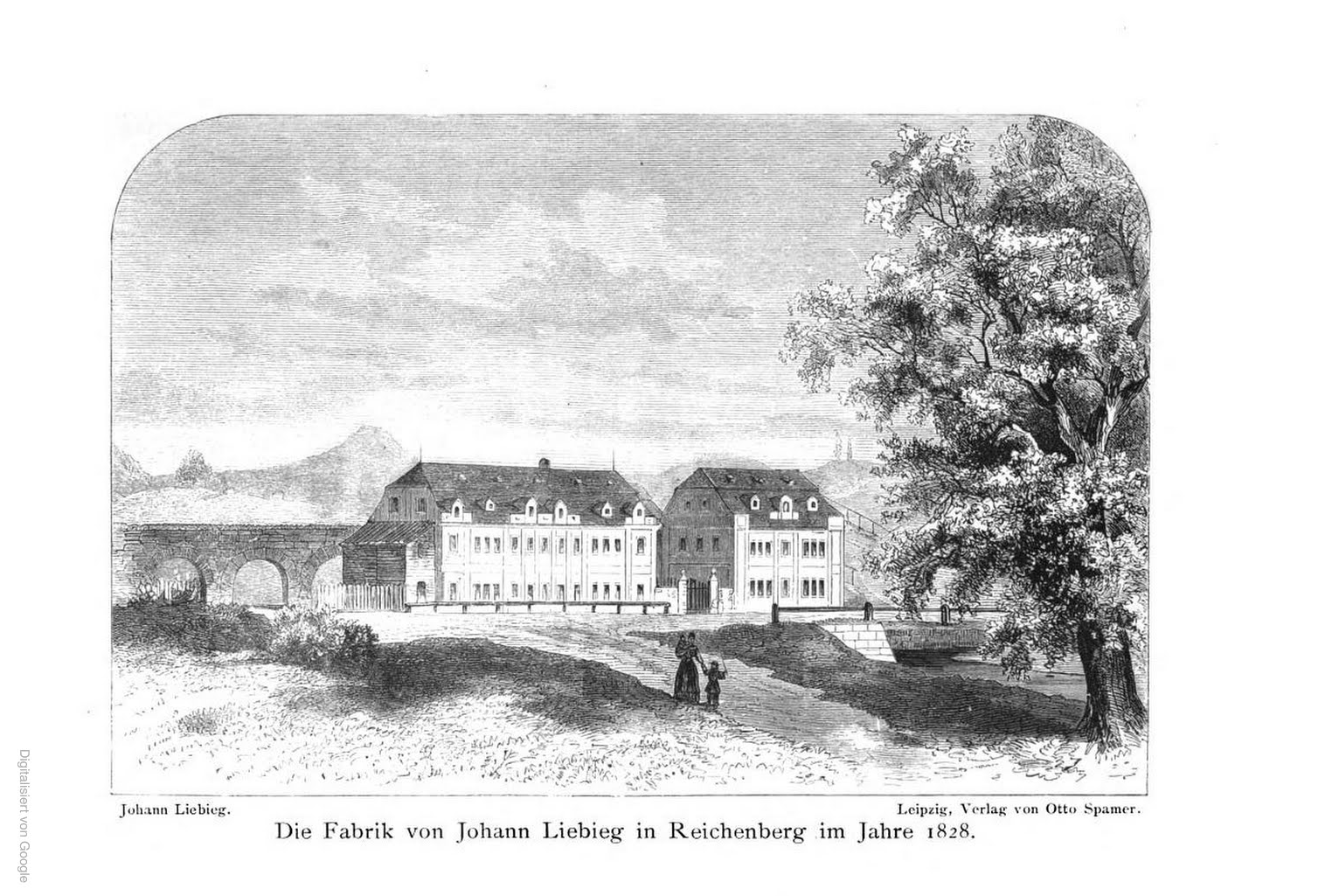
Textilfabrik Liebieg (1828)

Große Verdienste um die wirtschaftliche Entwicklung Reichenbergs erwarb sich die Textilindustriellenfamilie Liebieg. Die aus Braunau stammenden Brüder Franz Liebieg (1799–1878) und Johann Liebieg (1802–1870) gründeten 1822 die Firma Gebrüder Liebieg und übernahmen 1828 eine herrschaftliche Weberei, die sie bald zu einem der bedeutendsten Webereiunternehmen in Europa ausbauen konnten, das seine Produkte bis nach Süd- und Mittelamerika lieferte. Ende des 19. Jahrhunderts beschäftigte Liebieg fast 3000 Arbeiter, für die vorbildliche Einrichtungen der sozialen Fürsorge vorhanden waren. Nach Plänen des Nürnberger Architekten Jakob Schmeißner entstand die Garten-Wohnsiedlung. Für 150 Arbeiterhäuser stellte Liebieg den Baugrund kostenlos zur Verfügung und gewährte zudem günstige Darlehen. Zur Unterbringung von Kindern der Beschäftigten wurde eine firmeneigene Krippe eingerichtet. Die Liebieg-Werke waren das größte Unternehmen der Donaumonarchie und bis 1938 das größte Textilunternehmen der Tschechoslowakei.
Neben ihrem sozialen Engagement bereicherten die Familienmitglieder auch das kulturelle Leben der Stadt und der Region. Johanns Sohn Heinrich hatte eine breit gefächerte Kunstsammlung, aus der die heutige Oblastní galerie hervorging.

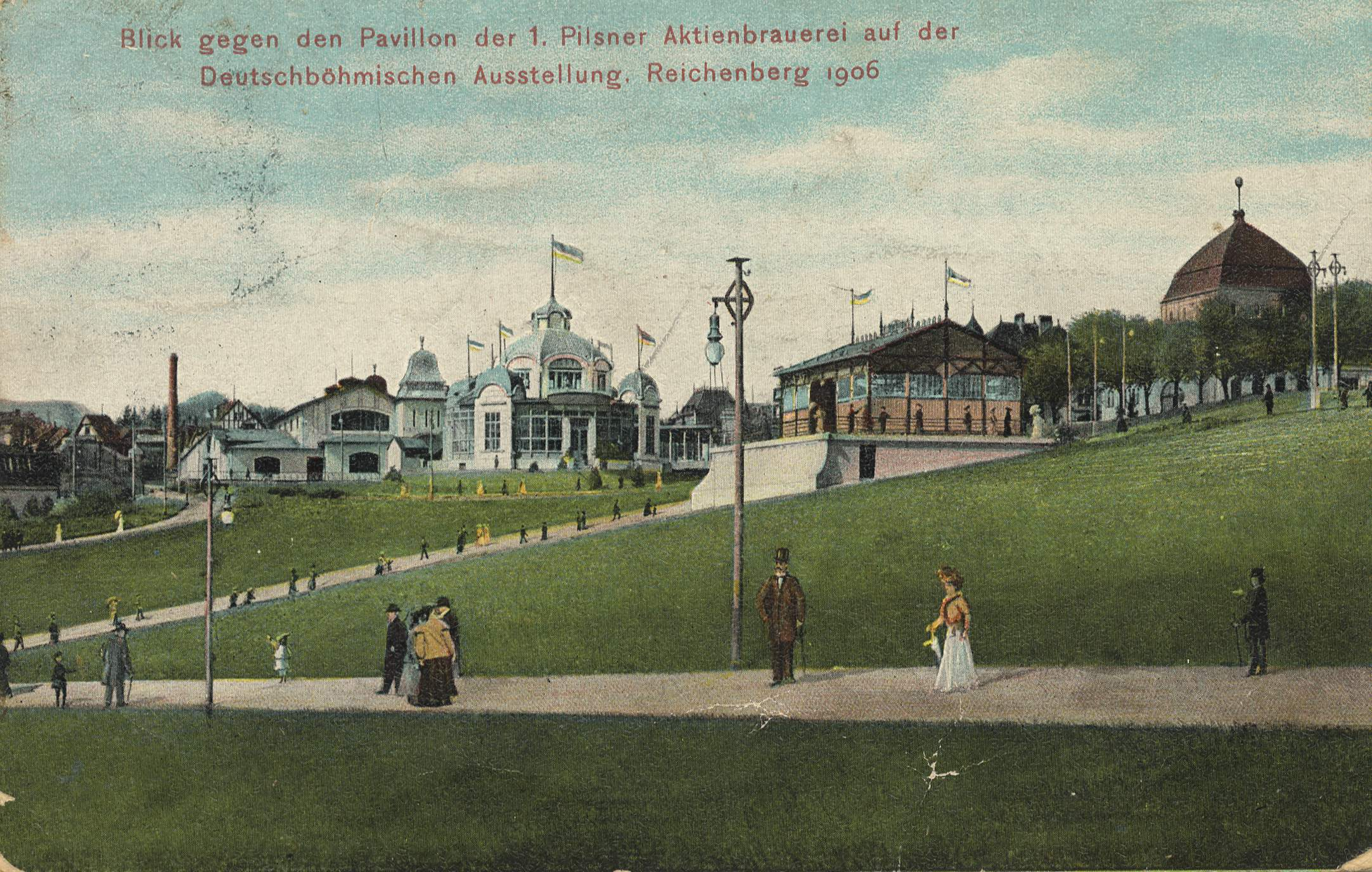
Pavillon der Pilsner Aktienbrauerei bei der Deutschböhmischen Ausstellung 1906

### Erster und Zweiter Weltkrieg

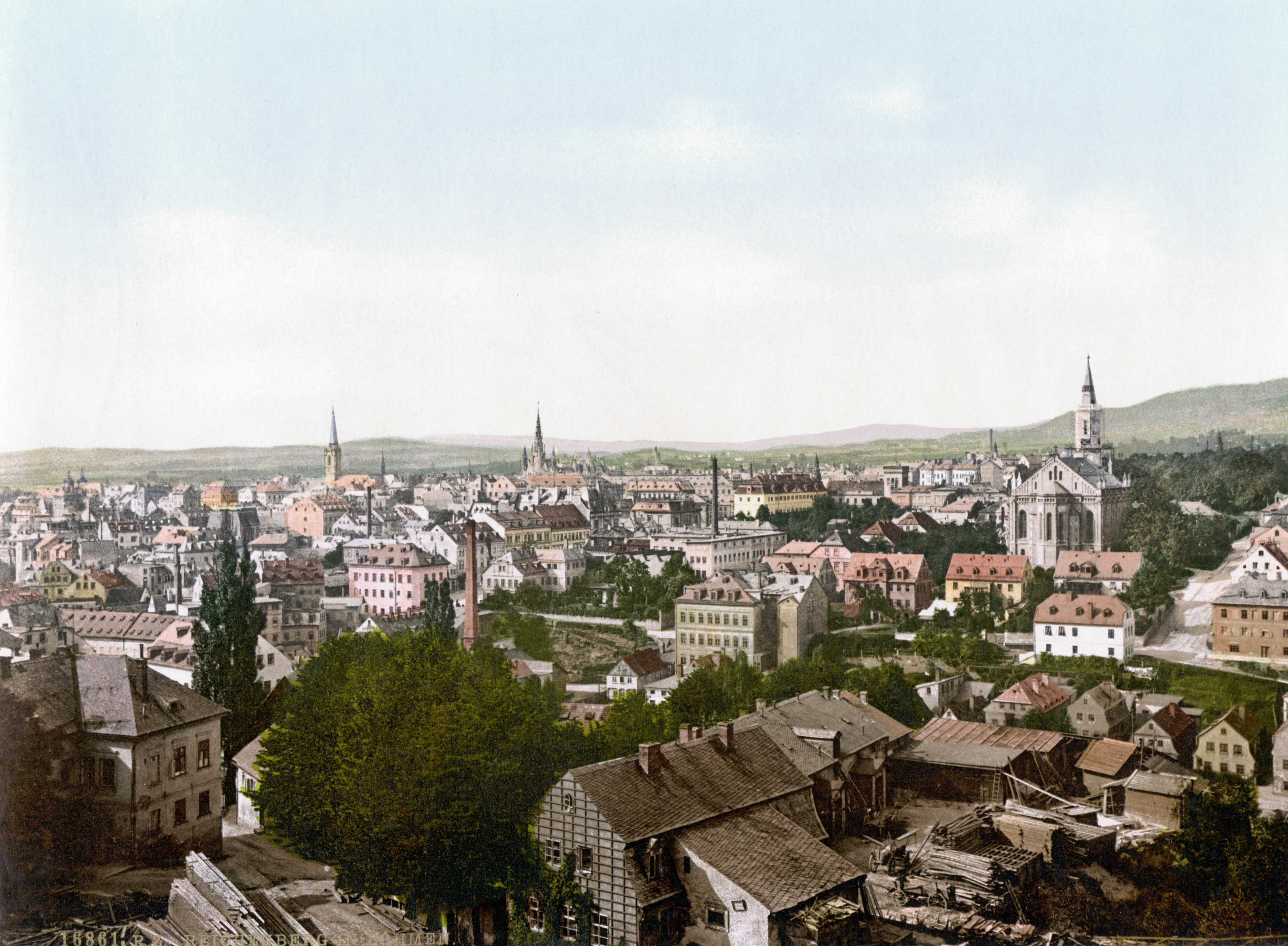
Reichenberg um 1900

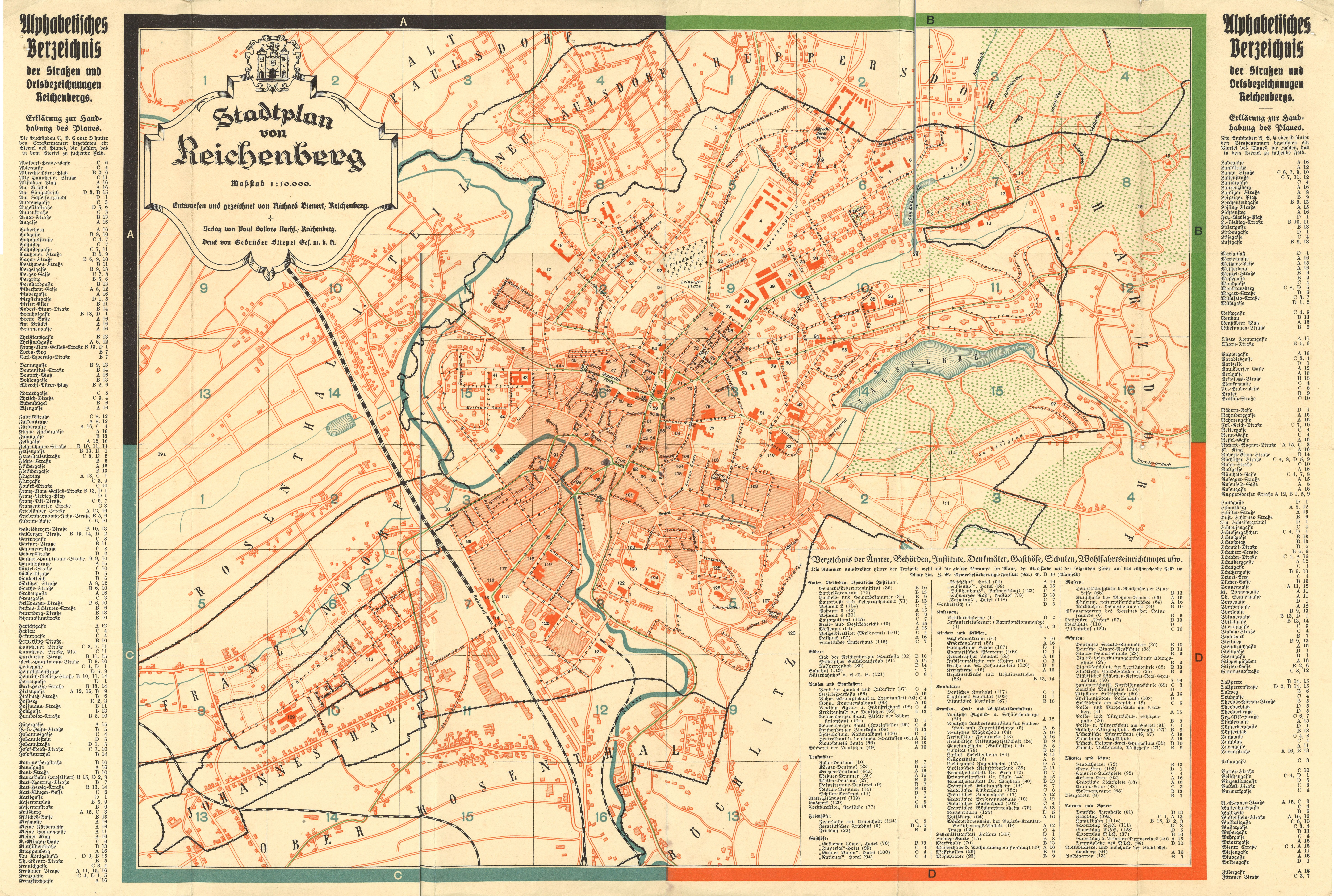
Stadtplan von Reichenberg aus dem Zeitraum 1929–1932, mit Auflistung von Straßennamen und Straßenbahnlinien

Der Erste Weltkrieg bereitete der „Goldenen Zeit“ der Stadt ein jähes Ende. Da Reichenberg keine Schwerindustrie hatte, brachte ihm auch der Krieg keine wirtschaftlichen Vorteile. Während des Kriegs hungerte ein großer Teil der Bevölkerung in dem dicht besiedelten, aber wenig fruchtbaren Gebiet.
Im November 1918 war Reichenberg für einige Wochen Hauptstadt der deutsch-österreichischen Provinz Deutschböhmen. Hier hatte die Landesregierung unter Rudolf Lodgman von Auen ihren Sitz. Doch schon in den ersten Novembertagen hatte tschechisches Militär mit der Besetzung des deutschsprachigen Grenzgebietes begonnen. Eine friedliche Demonstration der Reichenberger Bevölkerung gegen die drohende Besetzung am 8. Dezember 1918 blieb wirkungslos: Am 15. Dezember um 5 Uhr morgens besetzten mehrere hundert tschechische Soldaten des Infanterieregiments 36 aus Mladá Boleslav die Stadt. Die Landesregierung war bereits wenige Tage vorher über Friedland nach Sachsen geflohen. Mit dem Vertrag von Saint-Germain kam Reichenberg zur Tschechoslowakei.
Durch den Zerfall der Habsburgermonarchie verlor die Industrie ihre Märkte in Österreich, Ungarn und Jugoslawien. Reichenberg konnte sich in den 1920er Jahren dennoch erholen. Der um 1900 noch sehr geringe tschechische Bevölkerungsanteil der Stadt stieg merklich an. Bei der Volkszählung des Jahres 1930 bekannten sich im Bezirk Reichenberg 85.526 als Deutsche und 18.958 als Tschechen. Der Werkbund der Deutschen in der Tschechoslowakei wurde 1925 im Ort gegründet.
Die Weltwirtschaftskrise 1929, zunehmende nationalsozialistische Propaganda aus Deutschland sowie die zentralistische Politik der Tschechoslowakei, die eine Tschechisierung des mehrheitlich deutschsprachigen Reichenbergs anstrebte, führten zu politischen Konflikten.
Im Jahre 1930 hatte die Stadt 38.568 (davon 30.023 Deutsche, 6.314 Tschechen, 1.924 Ausländer, 307 Andere), und am 17. Mai 1939 69.195 Einwohner.
Nach dem Münchner Abkommen besetzten deutsche Truppen vom 1. bis zum 10. Oktober 1938 die Stadt. Sie gehörte jetzt mit ihrer früheren deutschen Bezeichnung Reichenberg zunächst weiterhin zum politischen Bezirk Reichenberg. Am 20. November 1938 wurde Reichenberg zu einem eigenen selbstständigen Stadtkreis erhoben und nach der Deutschen Gemeindeordnung vom 30. Januar 1935 verwaltet. Am folgenden Tag wurde die Stadt in das Deutsche Reich eingegliedert. Bei den Novemberpogromen 1938 wurde die Synagoge in Reichenberg von NSDAP-Mitgliedern niedergebrannt. Ab 15. April 1939 galt das Gesetz über den Aufbau der Verwaltung im Reichsgau Sudetenland (Sudetengaugesetz). Danach kam Reichenberg zum Reichsgau Sudetenland und wurde dem neuen Regierungsbezirk Aussig zugeteilt. Die Stadt war Hauptstadt des Reichsgaues und erhielt später die offizielle Bezeichnung Gauhauptstadt. Eduard Rohn (1880–1947) war von 1938 bis 1945 Oberbürgermeister von Reichenberg.
Zum 1. Mai 1939 wurden die Gemeinden Alt Harzdorf, Alt Paulsdorf, Franzendorf, Johannesthal, Neu Paulsdorf, Nieder Hanichen, Ober Rosenthal, Röchlitz Rosenthal I und Ruppersdorf aus dem Landkreis Reichenberg in die Stadt eingegliedert, die einen eigenen Stadtkreis bildete.
Ab Mai 1945 gehörte die Stadt Liberec zur wiedererrichteten Tschechoslowakei. Ab dem Mai 1945 wurde die deutschsprachige Bevölkerung mehrheitlich enteignet und vertrieben. Andere flüchteten vor Misshandlungen und Abtransport in Sammellager unter Zurücklassung ihres Eigentums. Das private und öffentliche Vermögen der deutschen Bevölkerung in der Tschechoslowakei wurde durch das Beneš-Dekret 108 konfisziert, das Vermögen der evangelischen Kirche durch das Beneš-Dekret 131 liquidiert, und die katholischen Kirchen wurden in der kommunistischen Ära enteignet.
Die Patenschaft für die Heimatvertriebenen aus Reichenberg übernahm 1955 Augsburg, wo in der Heimatstube Reichenberg ein Erinnerungsarchiv aufgebaut wurde und der „Heimatkreis Reichenberg – Stadt und Land e. V.“ in Augsburg mit seinen Initiativen im Jahre 2001 zur Städtepartnerschaft von Augsburg und Liberec führte. Die Reichenberger Zeitung, das „Jeschken-Iser Jahrbuch“ und das „Reichenberg Heimatblatt“ des Helmut Preußler Verlags in Nürnberg fördern diese völkerverbindende Partnerschaft im Sinne des vereinten Europas.
Im Jahre 1947 hatte Liberec 52.798 Einwohner. Zahlreiche Neubürger aus Mittelböhmen, der Slowakei, sogenannte Repatrianten und Roma siedelten sich in der Nachkriegszeit in Liberec und den Nachbarorten an.

### Prager Frühling 1968
Während der Niederschlagung des Prager Frühlings durch Truppenverbände des Warschauer Pakts gab es am 21. August 1968 in Liberec Todesopfer unter der ortsansässigen Bevölkerung, als diese gegen die sowjetischen Okkupationstruppen demonstrierte und von einem Schützenpanzerwagen aus das Feuer auf die vor dem Rathaus versammelten Menschen eröffnet wurde. Eine Gedenktafel mit neun Gliedern einer Panzerkette an der Vorderfront des Rathauses erinnert heute an die Toten. Die Demonstranten leisteten im Wesentlichen gewaltfreien Widerstand, so nutzten sie z. B. Lücken in den Marschkolonnen der Okkupationstruppen aus, um an Kreuzungen in der Stadt und der Umgebung die Panzerkonvois in falsche Richtungen umzuleiten, damit diese die Orientierung verlieren. Am 23. August 1968 waren deshalb viele Straßenschilder der Innenstadt von Liberec ausgetauscht. Fast jede Straße hieß nun „Dubčekova ulice“ – auch, um die Verbundenheit mit Parteichef Alexander Dubček zu zeigen. Auf der Spitze des Rathausturms entfalteten Kletterer eine große schwarze Fahne. Erinnerungen an den Roman Der brave Soldat Schwejk von Jaroslav Hašek sollten geweckt werden.

### Samtene Revolution 1989
Am 17. November 1989 kam es wie auch in anderen Gebieten der Tschechoslowakei in Liberec zu großen Protesten gegen das sozialistische Regime, die in der Samtenen Revolution mündeten.
Nach dem Wechsel von der sozialistischen Planwirtschaft zur liberalen Marktwirtschaft von 1989 begann eine Neuorientierung der Stadt Liberec. Investoren zeigten Interesse an einem Wiederaufbau. Das historische Zentrum der Stadt wurde renoviert und die Infrastruktur verbessert. Dabei wurde die alte meterspurige Straßenbahn auf Regelspur (teilweise mit Dreischienengleis) umgebaut. Die Textilfabrik Textilana fiel allerdings den verschärften Wettbewerbsbedingungen zum Opfer und wurde 2004/2005 fast völlig abgerissen. Ein wichtiger Industriezweig war das LIAZ-Werk auf dem Gemeindegebiet von Jablonec, wo bis 2003 Lkw produziert worden sind. Hauptprägend für die ehemalige Industriestadt Liberec ist mittlerweile eher Gewerbe in Form von Einzelhandel und Dienstleistungen. So entstanden im Stadtzentrum und am Stadtrand mit neu erschlossenen Gewerbegebieten zahlreiche neue Einkaufszentren die von der Nähe zur deutschen Grenze profitieren. Für das nahe Automobilwerk Mladá Boleslav bestanden bereits zahlreiche Zulieferer, die 1990 durch Privatisierungen zu internationalen Großkonzernen gelangten.

### 21. Jahrhundert
Liberec richtete die Nordische Skiweltmeisterschaft 2009 aus und setzte sich dabei in der Bewerbungsphase gegen den Konkurrenten Oslo durch.

## Bevölkerung
Bevölkerungsentwicklung bis 1945
| Jahr | Einwohner | Anmerkungen                                                                              |
| ---- | --------- | ---------------------------------------------------------------------------------------- |
| 1827 | 10.232    | fast ausschließlich deutsche Katholiken, einschließlich der Fremden ca. 13.000 Einwohner |
| 1830 | 10.435    | in 1377 Häusern (ohne die Vorstadt Christianstadt 9862 Einwohner in 1288 Häusern)        |
| 1869 | 22.394    | [ 20 ]                                                                                   |
| 1880 | 28.090    | [ 20 ]                                                                                   |
| 1890 | 30.890    | [ 20 ]                                                                                   |
| 1900 | 34.099    | (mit der Garnison: 1518 Mann) meist deutsche Einwohner (1557 Tschechen)                  |
| 1921 | 36.350    | [ 20 ]                                                                                   |
| 1930 | 38.568    | davon 30.032 Deutsche, 6314 Tschechen, 1924 Ausländer und 307 Sonstige                   |
| 1939 | 69.195    | am 17. Mai 1939                                                                          |

Bevölkerungsentwicklung nach Ende des Zweiten Weltkriegs
(Stand: 31.12. des jeweiligen Jahres)
| Jahr | Einwohner |
| ---- | --------- |
| 1950 | 056.366   |
| 1960 | 069.717   |
| 1970 | 072.291   |
| 1980 | 094.851   |
| 1990 | 104.233   |

| Jahr | Einwohner |
| ---- | --------- |
| 2000 | 099.155   |
| 2010 | 101.865   |
| 2020 | 104.261   |
| 2022 | 107.389   |

## Städtepartnerschaften
- Amersfoort, Niederlande (1996)
- Amiens, Frankreich
- Augsburg, Deutschland (2001)
- Nahariya, Israel (1994)
- Zittau, Deutschland (2004)

Siehe auch die internationale Partnerschaft der Reichenberger Region, wovon Liberec die Hauptstadt ist.

## Sehenswürdigkeiten und Kultur

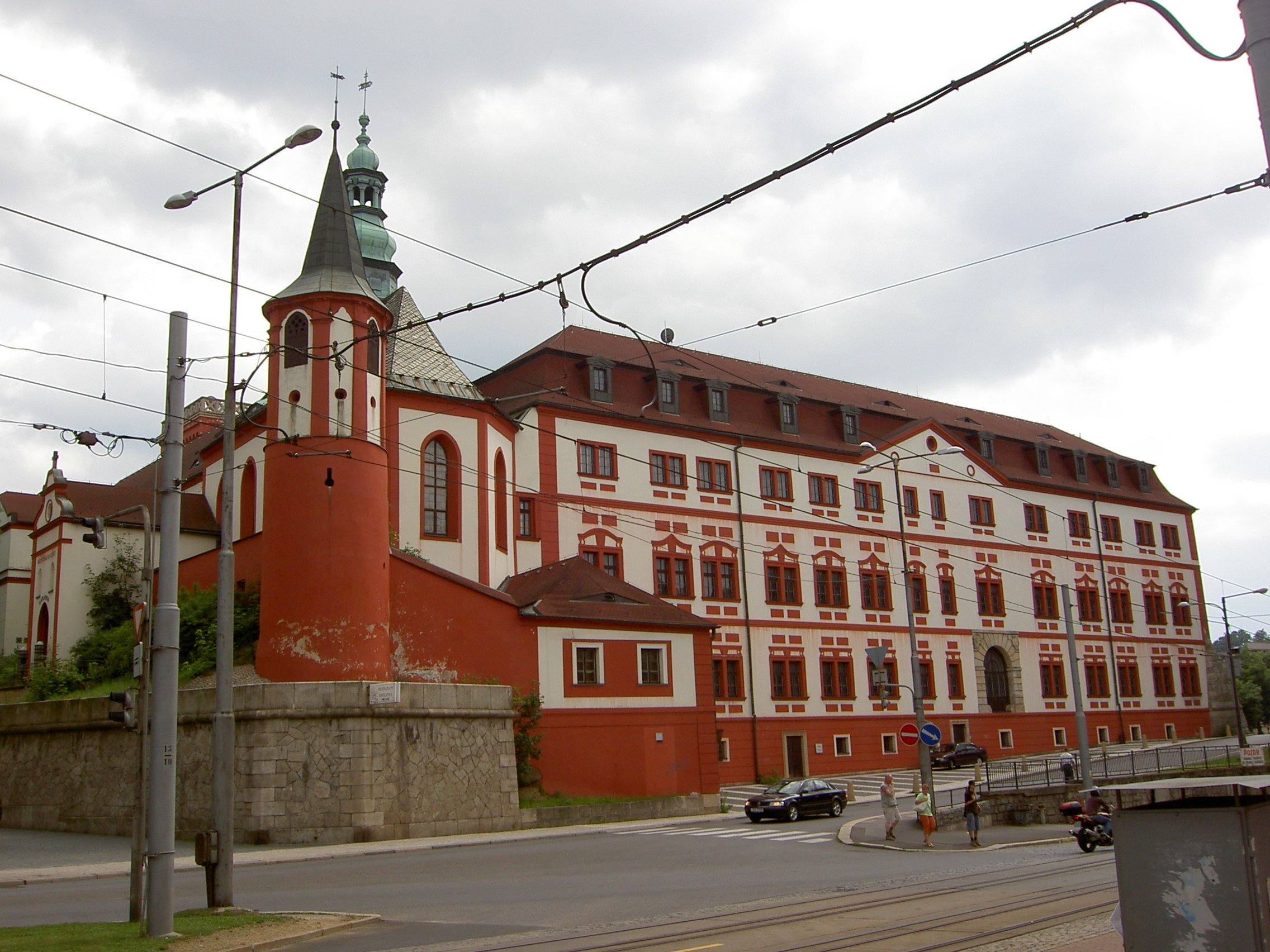
Schloss

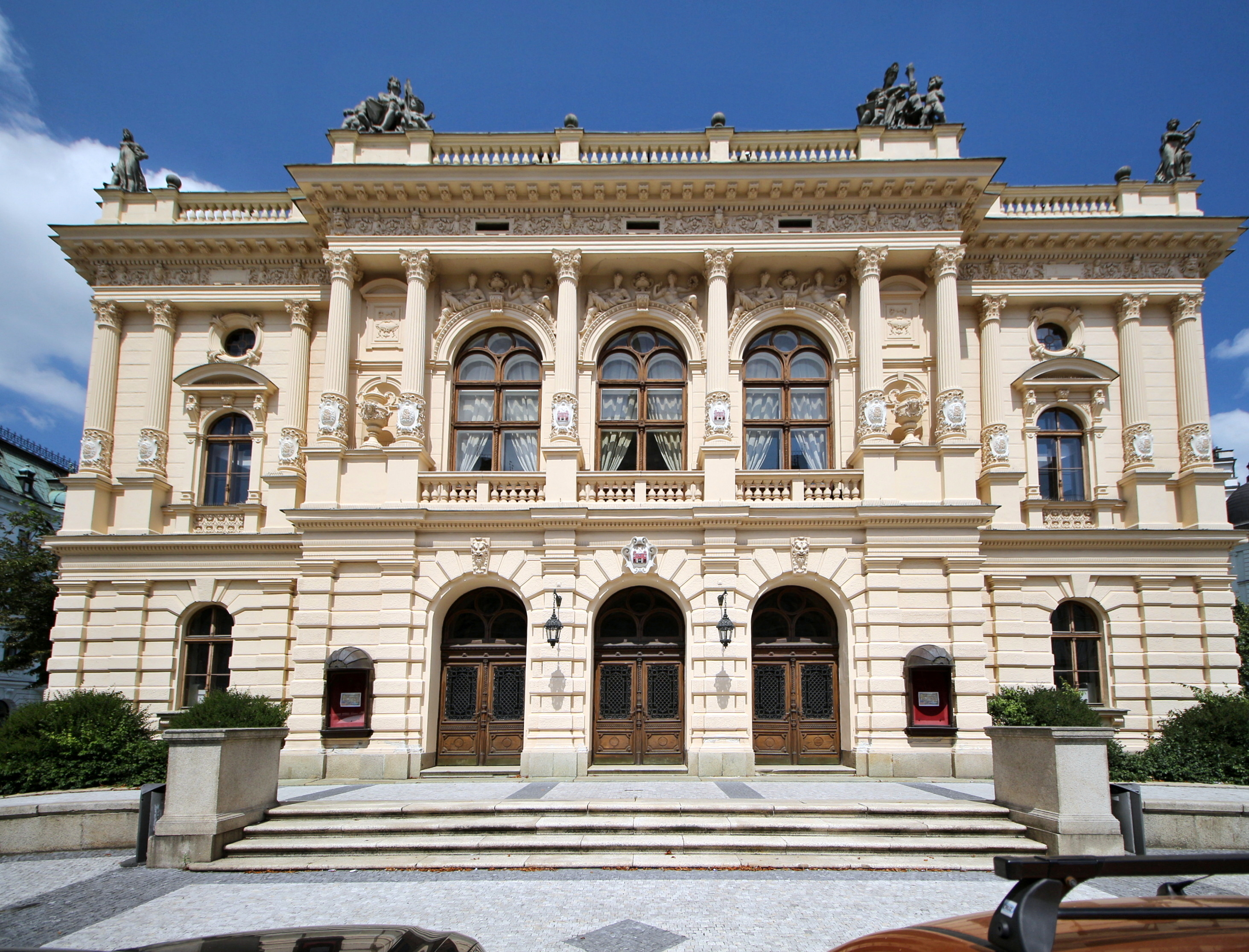
F. X. Šalda-Theater

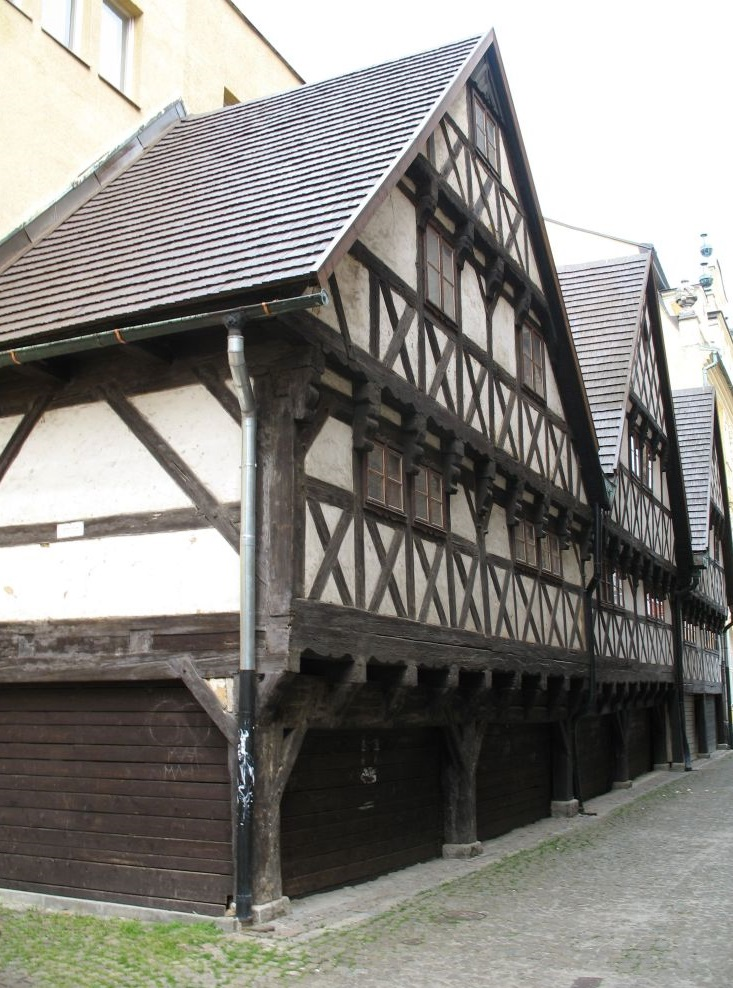
Wallensteinhäuser

### Bauwerke
- Rathaus, vom Wiener Architekten Franz von Neumann und durch das Bauunternehmen Gustav Sachers im Neorenaissance-Stil errichtet. Der 1891 fertiggestellte Hauptturm ist ein markantes Wahrzeichen der Stadt. Das Gebäude weist einige architektonische Analogien zum Wiener Rathaus auf.
- F. X. Šalda-Theater, früher Reichenberger Stadttheater, entworfen durch die Wiener Architekten Fellner und Hellmer und errichtet durch das Bauunternehmen Gustav Sachers enthält es wichtige Deckengemälde und einen Theatervorhang der Gebrüder Ernst und Gustav Klimt sowie ihres Schulkollegen Franz Matsch, die zusammen in einer Malercompagnie arbeiteten.
- Wallensteinhäuser, Ende des 17. Jahrhunderts als Fachwerk-Ensemble erbaut
- Nordböhmisches Gewerbemuseum, beherbergt Ausstellungen zu Kunsthandwerk, regionaler Archäologie, Heimat- und Naturkunde; das Gebäude wurde als Gewerbemuseum 1897/1898 von dem Berliner Architekten Hans Grisebach errichtet, der dabei Elemente eines Entwurfs des ursprünglich beauftragten Wiener Architekten Friedrich Ohmann übernahm.
- Schloss Liberec, von den Brüdern Christoph und Melchior von Redern 1585–1587 erbaut und erhielt 1785/1786 sein heutiges Aussehen
- Wissenschaftliche Bibliothek in Liberec, als „Bau der Versöhnung“ im Jahr 2000 neu eröffnet
- Liebieg-Villa, 1871/1872 von Johann Liebieg jun., dem Sohn des Gründers der Reichenberger Textilfabrik, errichtet, beherbergt die 'Regionale Galerie'
- Villa Stroß, Husova 64, zählt zu den bedeutendsten Bauten des frühen 20. Jahrhunderts in der Region. Sie wurde 1924/1925 vom Architekten Thilo Schoder für den Textilfabrikanten Franz Stroß erbaut. Wegen des ungewöhnlichen, gestaffelten Baukörpers mit seinen abgerundeten Ecken wurde das Gebäude im Volksmund auch als „Nildampfer“ bezeichnet.[24]
- Krematorium auf dem Monstranzberg, entstand 1915–1917 nach einem Entwurf des Dresdner Architekten Rudolf Bitzan. Es war das erste Krematorium auf dem Boden der österreichisch-ungarischen Monarchie, die Baugenehmigung wurde 1912 vor dem Verwaltungsgerichtshof erstritten. Die erste Einäscherung fand am 31. Oktober 1918 statt, also erst nach dem Zusammenbruch der Monarchie.

### Kirchen

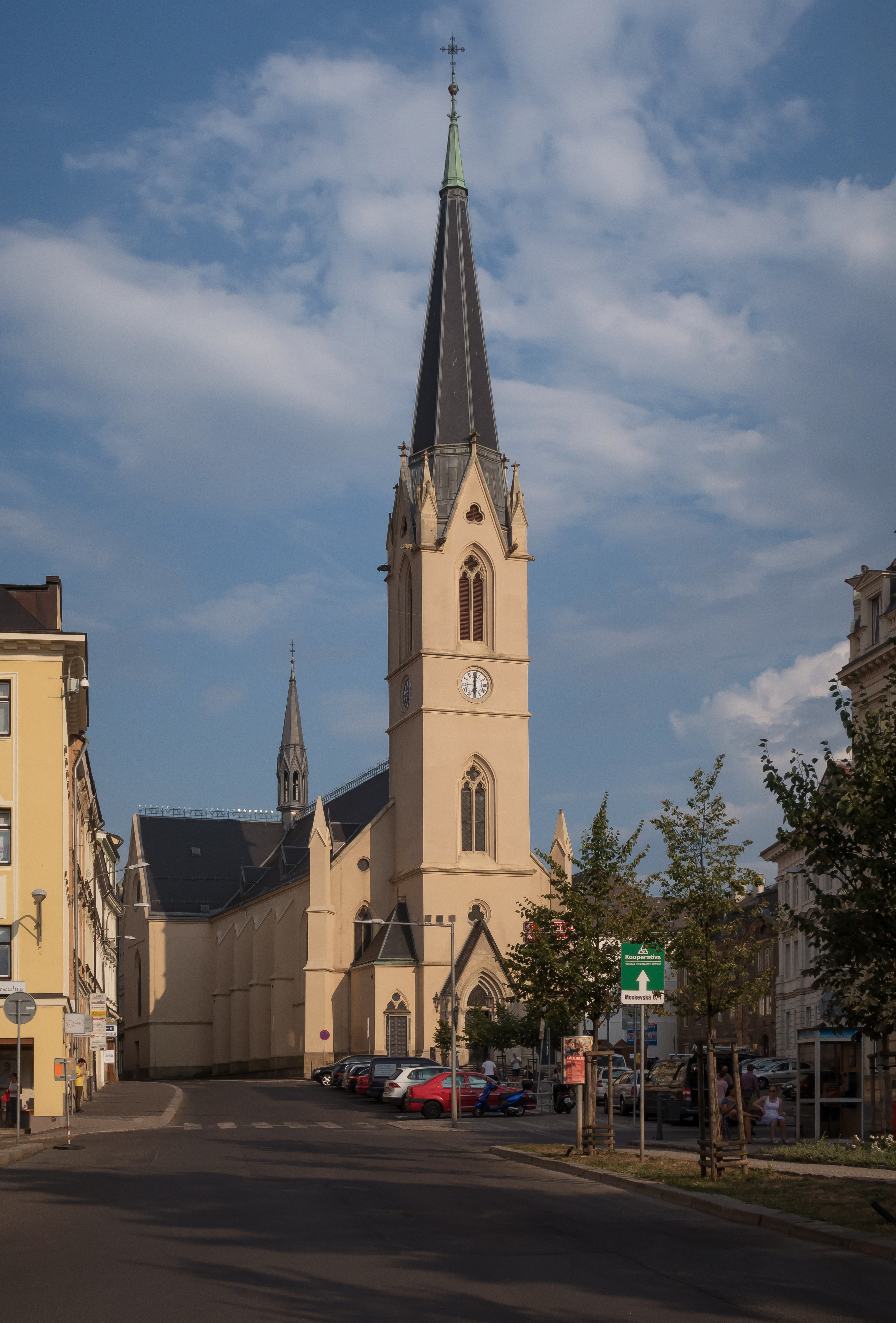
Kirche des Hl. Antonius

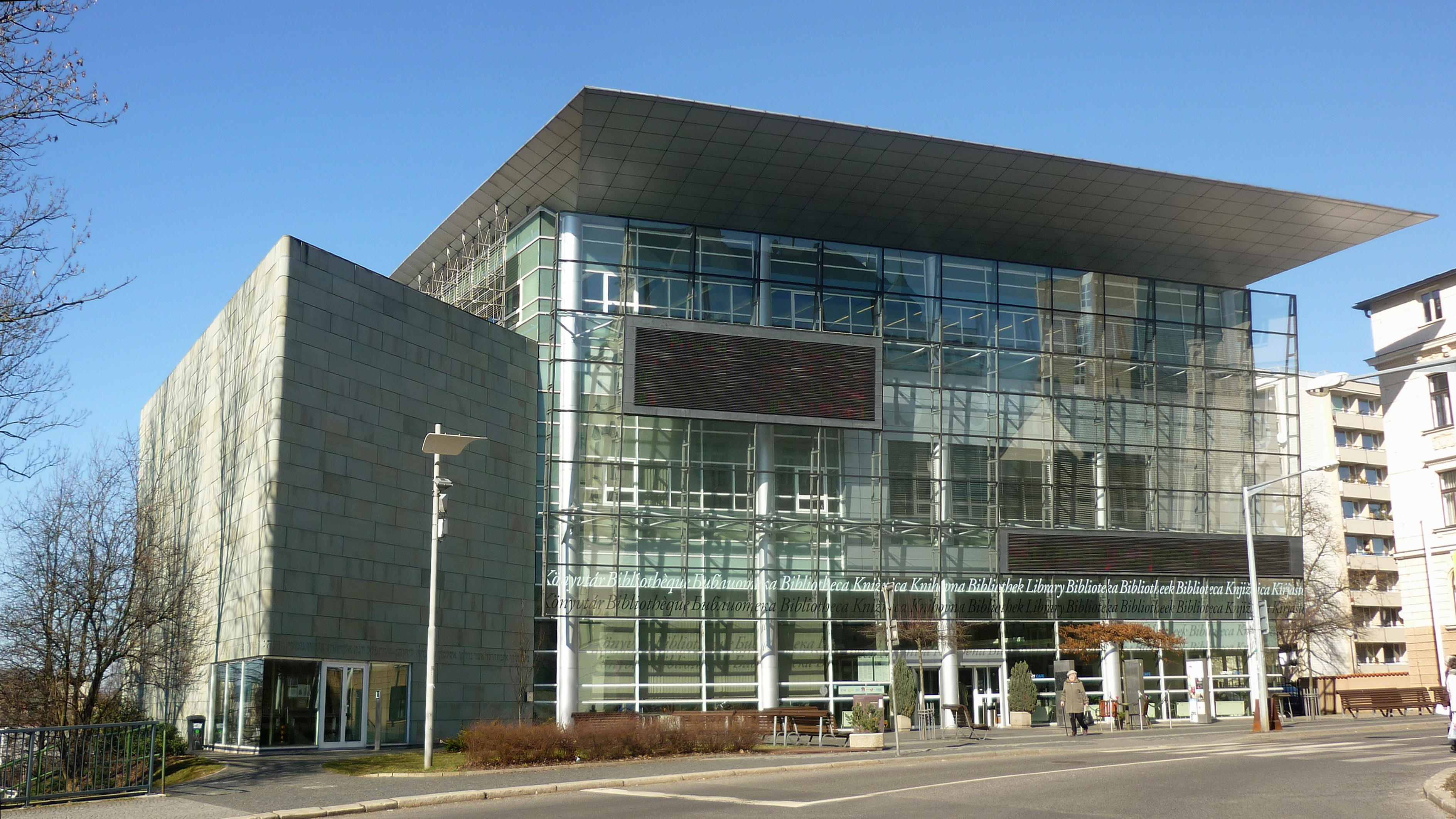
Synagoge und Bibliothek im
Bau der Versöhnung

- Erzdekanatskirche des Hl. Antonius des Großen. Marco Spazzi aus Lanzo, Val d‘Intelvi (I) errichtete in den Jahren 1579–1588 die dreischiffige Kirche anstelle eines Holzkirchleins. In den 1880er Jahren fanden Umbauten hin zu einem pseudogotischen Aussehen statt. Dazu zählt unter anderem die Erhöhung des Turmes auf 70 Meter.
- Kirche zum Hl. Kreuz. Aus einer aus dem 17. Jahrhundert stammenden Friedhofskapelle schuf J. J. Kunze 1753–1761 einen Barockbau. Der Innenraum ist im barocken Stil reich verziert. Das Gemälde mit einer Darstellung der Anna selbdritt am ersten Altar links wird Albrecht Dürer zugeschrieben. Heute feiern hier Christen der Tschechischen Griechisch-katholischen Kirche (Apostolisches Exarchat von Tschechien) ihre Gottesdienste.
- Kirche der Böhmischen Brüder. Nach 1945 entstand eine Gemeinde, die zur Evangelischen Kirche der Böhmischen Brüder gehört. Zunächst besaß sie ein Bethaus. Ein richtiger Kirchenbau sollte errichtet werden, was aber während der sozialistischen Epoche verboten war. Erst Mitte 1989 konnte die Gemeinde eine Villa in der Puchmaier-Straße kaufen, die drei Stockwerke, eine Dachterrasse und einen Turm besitzt. Dieser Turm gereichte dem Architekten Pavel Vaněček zum Anlass, sowohl den Anbau der Kapelle als auch die weiteren Räume im quadratischen Stil zu errichten. Dem Besucher der Kirche fallen seit 1996 drei Türme ins Auge: Unter dem niedrigsten Turm befindet sich die Eingangshalle, unter dem mittleren Turm Altar, Ambo und Kreuz und im dritten, ursprünglichen Turm befindet sich ein Meditationsraum. Eine klassische Orgel ist geplant; derzeit ersetzt eine elektronische Orgel noch deren Spiel. Sowohl der Altar als auch das Kreuz bestehen aus Eichenholz und stammen vom Bildhauer Jiří Seifert.
- Kirche Hl. Johannes des Täufers im Stadtteil Rochlice
- Kirche Hl. Johannes von Nepomuk im Stadtteil Janův Důl
- Kirche Hl. Vinzenz von Paul im Stadtteil Perštýn. Sie wurde in den Jahren 1884–1887 erbaut
- Kirche Hl. Maria Magdalena in der Jungmannstraße. Als neobarocke Kirche erbaut, wurde sie jedoch erst im Jahre 1911 vollendet.
- Jubiläumskirche der Jungfrau Maria „U Obrázku“ im Stadtteil Ruprechtice. Im Jugendstil wurde sie im Jahre 1907 auf einem hundertjährigen Brunnen an einem Wallfahrtsort erbaut.
- Kirche des Hl. Antonius von Padua im Stadtteil Ruprechtice
- Synagoge, nach dem Projekt des Wiener Hochschulprofessors Karl König in den Jahren 1887 bis 1889 im Neurenaissancestil erbaut, am 24. September 1889 unter der Anwesenheit von Ratsherren, der Armee sowie evangelischen und katholischen Würdenträgern feierlich eingeweiht. Sie wurde während der deutschen Besatzung niedergebrannt, an ihrer Stelle entstand nach dem Zweiten Weltkrieg ein Parkplatz. Am 9. November 2000, am 62. Gedenktag an die Novemberpogrome 1938, wurde der sogenannte „Bau der Versöhnung“ mit dreieckigem Grundriss an der Stelle der zerstörten Synagoge eröffnet. Er beherbergt die neue Synagoge und eine Bibliothek.

### Weitere Sehenswürdigkeiten
- Zoo Liberec, 1919 gegründet, erstreckt sich heute auf einer Fläche von 13 ha
- Botanischer Garten, dessen Ursprung auf einen Reichenberger Bürgerverein zurückgeht und der die älteste Institution dieser Art in Tschechien ist
- Science Center iQLANDIA mit 3D-Planetarium, 2014 eröffnet.[25] Eine Ausstellung ist den „Tschechischen Erfindungen, die die Welt eroberten“, gewidmet.[26]

## Infrastruktur

### Verkehr

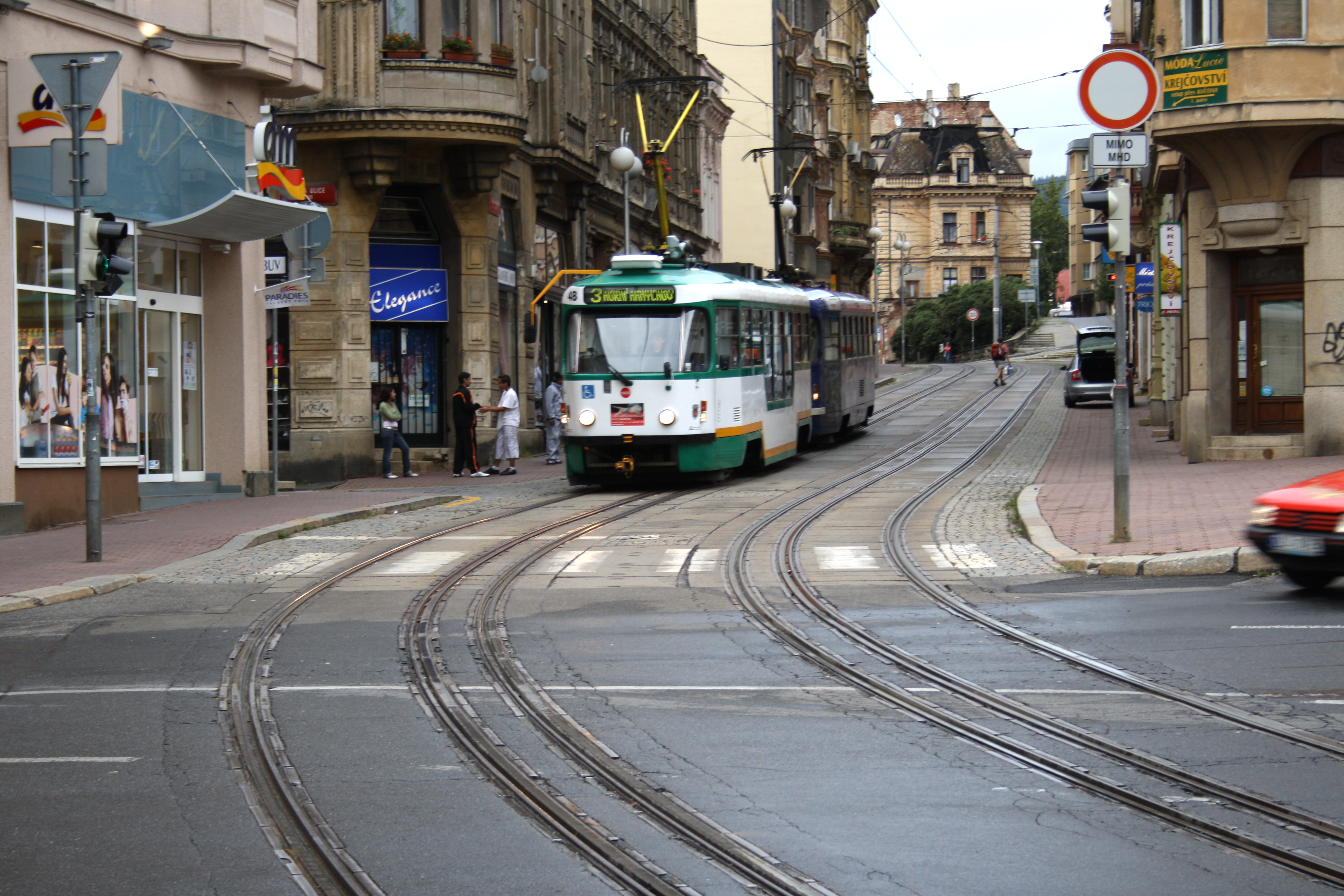
Normalspur-Straßenbahn auf Dreischienengleis in Liberec

Liberec liegt an der Fernverkehrsstraße I/35, die in beide Richtungen als autobahnähnliche Schnellstraße ausgebaut ist. Nach Norden geht die Straße in Richtung Görlitz über Zittau sowie später über die I/13 nach Ústí nad Labem. Die Schnellstraße I/35 ermöglicht seit ihrer Fertigstellung auch eine wesentlich schnellere Anbindung nach Prag.
Der Bahnhof Liberec liegt an den Bahnstrecken nach Kořenov, Zawidów, Řetenice, Pardubice und Zittau.
Von dieser Station verkehren direkte Züge nach Ústí nad Labem, Pardubice, Dresden, Zittau, Rybniště und Seifhennersdorf. Die Bahnverbindung nach Prag gilt wegen ihrer langen Fahrzeit seit Fertigstellung der durchgehend vierspurigen I/35 und Autobahn D10 als nachrangig. Der Busverkehr nach Prag hat hier an Bedeutung gewonnen.
Der öffentliche Personennahverkehr wird von dem Verkehrsbetrieb der Stadt Liberec durchgeführt, der auch vier Straßenbahnlinien betreibt. Das ursprünglich meterspurige Netz, darunter die Überlandstraßenbahn in das benachbarte Jablonec nad Nisou, wurde zwischen 1990 und 2023 abschnittsweise auf Normalspur umgebaut. Ein Teilabschnitt der Normalspurstrecke ist mit einer dritten Schiene ausgestattet, so dass hier auch noch Meterspurfahrzeuge fahren können.

### Bildung
Die Stadt ist Sitz der Technischen Universität in Liberec. Die Geschichte der Universität greift auf die 1953 gegründete Hochschule für Maschinenbau zurück. Die Hochschule beteiligt sich an dem Netzwerk Neisse University und am Internationalen Hochschulinstitut Zittau.

### Sport

Logo mit Ještěd

In Liberec ist der Fußball-Erstligist Slovan Liberec zu Hause. Seit dem Jahr 2000, mit dem Gewinn des traditionsreichen Pokalwettbewerbs, konnte der Klub nationale Erfolge feiern. 2002 gelang als erste Nicht-Prager Mannschaft der Sieg im neuen Tschechischen Meisterschaftswettbewerb. 2006 und 2012 folgten weitere Meistertitel.
Die Bilí Tygři (wörtlich übersetzt Weiße Tiger) spielen in der ersten tschechischen Eishockey-Liga (Extraliga). Der Name der Mannschaft leitet sich von den weißen Tigern im lokalen Zoo ab, die landesweit bekannt sind.
Die 47. Nordische Skiweltmeisterschaft fand vom 18. Februar bis zum 1. März 2009 in Liberec statt.
Vom 12. bis zum 19. Februar 2011 fand in Liberec das Europäische Olympische Winter-Jugendfestival statt.
Durch Liberec verlaufen der Bergwanderweg Eisenach–Budapest und eine Talstrecke des Oder-Neiße-Radwegs.

## Persönlichkeiten
Bekannte Persönlichkeiten der Stadt sind in der Liste von Persönlichkeiten der Stadt Liberec und Ehrenbürger in der Liste der Ehrenbürger von Liberec aufgeführt.